# 케랑!
케랑!(Kerrang!)은 영국의 바우어 미디어 그룹이 발행하는 록 음악 잡지이다. 이 잡지의 이름은 전자 기타로 파워 코드를 연주할 때 나는 소리를 의성어로 표현한 것이라고 한다.
현재 웨이스티드 탤런트(Wasted Talent)에 의해 출판되고 있다.